# الحرب العالمية زد
الحرب العالمية زد: التاريخ الشفوي لحرب الزومبي هي رواية رعب مخيفة عن الزومبي عام 2006 كتبها المؤلف الأمريكي ماكس بروكس. تنقسم الرواية إلى خمسة فصول: التحذيرات، واللوم، والذعر العظيم، وقلب التيار، والوداع. تضم مجموعة من الروايات الفردية التي رواها وكيل مفوضية الأمم المتحدة لما بعد الحرب، في أعقاب الصراع العالمي المدمر ضد طاعون الزومبي. تسجل المقاطع الأخرى صراعًا يائسًا دام عقدًا من الزمان، كما عاشه أناس من جنسيات مختلفة من قبل. توجد الحسابات الشخصية في جميع أنحاء العالم بما في ذلك: الصين والولايات المتحدة واليونان والبرازيل وبربادوس وإسرائيل وفنلندا والقارة القطبية الجنوبية وروسيا وألمانيا وحتى في الفضاء الخارجي. تصف «المقابلات» التغيرات الاجتماعية والسياسية والدينية والاقتصادية والبيئية الناتجة عن الزومبي.
تتبع الحرب العالمية زد كتاب دليل البقاء الوهمي لبروكس عام 2003، لكن لهجتها أكثر جدية. كانت مستوحاة من الحرب الجيدة: التاريخ الشفوي للحرب العالمية الثانية 1984 للكاتب ستودس تيركل، ومن أفلام الزومبي لجورج أ.روميرو (1968–2009). استخدم بروكس الحرب العالمية زد للتعليق على عدم كفاءة الحكومة والانعزالية الأمريكية، بينما كان يدرس أيضًا كيفية البقاء على قيد الحياة وعدم اليقين. حققت الرواية نجاحًا تجارياً وأشاد بها معظم النقاد.
فازت نسخة الكتاب المسموع لعام 2007، التي يؤديها طاقم كامل من بينهم آلان ألدا، ومارك هاميل، وجون تورتورو، بجائزة أودي. أُصدر بعدها فيلم مقتبس من إخراج مارك فورستر وبطولة براد بيت في عام 2013، وأصدرت مجموعة سابر التفاعلية لعبة فيديو تحمل الاسم نفسه، استناداً إلى فيلم 2013.

## الحبكة
لقد مر ما يقارب عشرين عاماً منذ بداية الوباء العالمي المروع المعروف باسم حرب الزومبي، وحوالي عشر سنوات منذ أن انتهت الحرب بانتصار البشرية. يتبع ماكس بروكس، مؤلف كتاب «دليل النجاة المدني» وكيلاً للجنة الأمم المتحدة لما بعد الحرب، في أثناء سفره حول العالم لإجراء مقابلات مع ناجين من طاعون الزومبي.
لم يُعرف الأصل الدقيق لطاعون الزومبي، لكن الحالات الأولى عند ظهور الوباء العالمي بدأت في الصين. من المفترض أن الفيروس قديم، وقد أطلق بطريقة ما بسبب الاضطراب الجيولوجي الناجم عن سد الخوانق الثلاثة. يخشى المكتب السياسي من أن يُنظر إلى تفشي المرض على أنه ضعف للقوى الأجنبية، لذا فهو يحاول السيطرة عليه «ما يعكس محاولاته السابقة للتقليل من شأن تفشي السارس 2002-2004». بعد إدراكه أنه لا يستطيع التستر على عمليات المسح الأمنية واسعة النطاق للزومبي، يقوم المكتب السياسي ببساطة بالتغطية على الغرض من عمليات المسح، من خلال بدء أزمة عسكرية مع تايوان كمصدر إلهاء. على الرغم من الإغلاق، يستمر الطاعون في الانتشار إلى الدول المجاورة عن طريق تنقل البشر واللاجئين وتجارة الأعضاء في السوق السوداء. يحدث أول تفشٍ للطاعون على نطاق واسع في كيب تاون بجنوب إفريقيا - ما يؤدي إلى أن يطلق على الطاعون لقب «داء الكلب الأفريقي». هذا يجعل الجماهير يرفضون الوباء باعتباره مجرد سلالة حادة من داء الكلب تصيب في الغالب البلدان الأفريقية الفقيرة «يعكس كيف جرى تعامل الاسم الأول للإشارة إلى فيروس نقص المناعة البشرية، على أنه مرض أصاب مجموعة قليلة فقط». لمدة عام كامل، تنظر حكومات العالم وعامة الناس للوباء المتنامي بالرضا التام، وعدم الرغبة في استثمار الموارد في الاستجابة للكوارث والوقاية منها، على الرغم من تحذيرات الخبراء الطبيين.
الدولة الوحيدة التي تأخذ تقارير العدوى على محمل الجد هي إسرائيل - يُقال إن ذلك يرجع إلى سياسة وضعتها بعد مفاجأة حرب في عيد الشكر فبدأت تجمع استخباراتها للنظر في كل تهديد، بغض النظر عن مدى سخافته. تبدأ إسرائيل «حجراً ذاتياً طوعياً»، حيث تغلق جميع حدودها وتبني جداراً هائلاً حول محيطها بالكامل. من أجل الانسحاب إلى موقف أكثر دفاعًا، تتخلى إسرائيل عن الأراضي الفلسطينية «بما في ذلك القدس بأكملها». محاولة إقناع جيرانها أن هذا الحجر الصحي ليس انتزاعاً للأرض، تسمح إسرائيل لجميع الفلسطينيين غير المصابين بالمرور الآمن إلى حدودها قبل إغلاقها تماماً. تؤدي سياسة اللاجئين وفقدان القدس إلى بدء المتطرفين الإسرائيليين حربًا أهلية قصيرة ولكنها دموية، على الرغم من إخمادها من قبل الجيش الإسرائيلي.
معظم حكومات العالم الأخرى لا تأخذ الحجر الصحي على محمل الجد. كما لا تفعل الولايات المتحدة الكثير للاستعداد بسبب ثقتها الزائدة في قدرتها على قمع أي تهديد، والرغبة في عدم التسبب في حالة من الذعر خلال عام الانتخابات. على الرغم من كشف فرق القوات الخاصة تفشيًا لحالات مرضية على نطاق صغير، إلا أنها لا تبذل أي جهد على نطاق واسع: فقد حُرمت الولايات المتحدة من الإرادة السياسية بسبب «حروب النيران»، وخلق لقاح وهمي قاموا بتوزيعه وتسويقه على نطاق واسع، يدعى فالنكس، إحساساً زائفًا بالأمان.
في الربيع التالي، يكشف صحفي أن اللقاح لا يعمل على منع عدوى الزومبي، وأن المصابين ليسوا ضحايا لداء الكلب بل جثثاً مشاة، ما يثير حدثاً يُعرف باسم «الذعر العظيم». ينهار النظام في جميع أنحاء العالم حيث تكتشف البلدان الخطورة الحقيقية للكارثة، ولفترة من الوقت، تقتل هذه الموجة الأولية من أعمال الشغب وانهيار الخدمات الأساسية عدداً أكبر من الأشخاص مقارنة بالزومبي. مع اجتياح الجثث المشاة للمناطق بأكملها، يحاول ملايين اللاجئين المذعورين الفرار إلى بر الأمان: تؤدي محاولات إيران لوقف تدفق اللاجئين من باكستان إلى تبادل نووي يقضي على كلا البلدين. تفرض روسيا جيشها لوقف ومنع التمردات. تستخدم أوكرانيا مخزونها من الأسلحة الكيماوية ضد أعداد كبيرة من اللاجئين والجنود على حد سواء لاستئصال المصابين من السكان غير المصابين، لأن الزومبي، على عكس البشر، لا يتأثرون بغاز الأعصاب.
بعد اجتياح الزومبي لمدينة نيويورك، يقيم الجيش الأمريكي دفاعاً رفيع المستوى في مدينة يونكرز، على أمل أن يساعد العرض الكبير للقوة العسكرية في استعادة النظام العام. غير أن «معركة يونكرز» تكون كارثة؛ تثبت أسلحة وتكتيكات حقبة الحرب الباردة التي تركز على تعطيل المركبات وإصابة العدو أو تخويفه أنها غير فعالة ضد الزومبي، الذين يستخدمون هجمات الموجات البشرية، ولا يمكن قتلهم إلا من خلال التلف المباشر للدماغ، وليس لديهم غرائز الحفاظ على الذات. يهزم الجنود غير المستعدين والمحبطين وتبث الأحداث على شاشات التلفزيون الحية. لعدة أسابيع، تتأرجح الحضارة الإنسانية على شفا الانهيار.
في جنوب إفريقيا، تتبنى الحكومة خطة طوارئ صاغها مستشار المخابرات بول ريديكر، والمعروفة باسم خطة ريديكر. وتدعو إلى إنشاء مناطق آمنة صغيرة، وترك مجموعات كبيرة من الناجين مهجورين في مناطق خاصة كطعم بشري، ما يؤدي إلى تشتيت انتباه الموتى المشاةً وإعطاء أولئك الموجودين في المناطق الآمنة الرئيسية وقتًا لإعادة التجمع والتعافي. تفرض الحكومات في أنحاء العالم خططاً مماثلة قد أثبتت نجاحها.